# Liste der Baudenkmale in Gülzow-Prüzen
In der Liste der Baudenkmale in Gülzow-Prüzen sind alle denkmalgeschützten Bauten der Gemeinde Gülzow-Prüzen (Mecklenburg-Vorpommern) und ihrer Ortsteile aufgelistet (Stand 10. Februar 2021).

## Legende
In den Spalten befinden sich folgende Informationen:
- ID-Nr: Die Nummer wird von den Denkmalämtern der Landkreise vergeben. Wenn sie nicht bekannt ist, bleibt die Spalte leer. In dieser Spalte kann sich zusätzlich das Wort Wikidata befinden, der entsprechende Link führt zu Angaben zu diesem Denkmal bei Wikidata.
- Lage: die Adresse des Denkmales und die geographischen Koordinaten.
Link zu einem Kartenansichtstool, um Koordinaten zu setzen. In der Kartenansicht sind Denkmale ohne Koordinaten mit einem roten bzw. orangen Marker dargestellt und können in der Karte gesetzt werden. Denkmale ohne Bild sind mit einem blauen bzw. roten Marker gekennzeichnet, Denkmale mit Bild mit einem grünen bzw. orangen Marker.
- Bezeichnung: Bezeichnung, so wie sie in den offiziellen Listen der Denkmalämter steht. Ein Link hinter der Bezeichnung führt zum Wikipedia-Artikel über das Denkmal. Wenn die Bezeichnung der Denkmalämter inhaltlich fehlerhaft ist, ist in der Spalte „Beschreibung“ darauf hinzuweisen.
- Beschreibung: Beschreibung des Denkmales
- Bild: ein Bild des Denkmales und gegebenenfalls einen Link zu weiteren Fotos des Denkmals im Medienarchiv Wikimedia Commons

## Baudenkmale nach Ortsteilen

### Gülzow
| ID   | Lage                        | Bezeichnung                                                                                       | Beschreibung | Bild           |
| ---- | --------------------------- | ------------------------------------------------------------------------------------------------- | ------------ | -------------- |
| 1319 | Boldebucker Weg 7 (Karte)   | Forsthaus                                                                                         |              |                |
| 1320 | Dorfplatz (Karte)           | Altes Institut                                                                                    |              | Altes Institut |
| 1321 | Güstrower Straße 13 (Karte) | Landarbeiterhaus                                                                                  |              |                |
| 1322 | Hofplatz (Karte)            | Gutsanlage mit Gutshaus, Park, Wirtschaftsgebäude, zwei Ställen, zwei Stallscheunen, Spritzenhaus |              |                |

### Prüzen
| ID   | Lage                  | Bezeichnung | Beschreibung | Bild |
| ---- | --------------------- | ----------- | ------------ | ---- |
| 2191 | Kapellenweg 4 (Karte) | Kapelle     |              |      |
| 2192 | Hof 4 (Karte)         | Speicher    |              |      |

### Boldebuck
| ID   | Lage                           | Bezeichnung                     | Beschreibung | Bild |
| ---- | ------------------------------ | ------------------------------- | ------------ | ---- |
| 1222 | Straße des Friedens 28 (Karte) | ehemalige Landschule (Wohnhaus) |              |      |

### Groß Upahl
| ID   | Lage                      | Bezeichnung | Beschreibung | Bild   |
| ---- | ------------------------- | --- | ------------ | ------ |
| 1315 | An der Kirche 1 (Karte)   | Pfarrhaus |              |        |
| 1316 | Tieplitzer Straße (Karte) | Gutsanlage mit Gutshaus und Park (Nr. 8), Stallspeicher (Nr, 10/12), ehem. Stellmacherei (Nr. 2), Wirtschaftshaus (Nr. 6) |              |        |
| 1317 | An der Kirche 3 (Karte)   | ehem. Schule |              |        |
| 1318 | An der Kirche 4 (Karte)   | Kirche |              | Kirche |

### Hägerfelde
| ID   | Lage                      | Bezeichnung                        | Beschreibung | Bild |
| ---- | ------------------------- | ---------------------------------- | ------------ | ---- |
| 1847 | Lohmener Straße 1 (Karte) | Gutsverwalterhaus mit Stallscheune |              |      |
| 1875 | Lohmener Straße 4 (Karte) | Garage                             |              |      |

### Hägerfelde-Ausbau
| ID   | Lage             | Bezeichnung   | Beschreibung | Bild |
| ---- | ---------------- | ------------- | ------------ | ---- |
| 1879 | Ausbau 5 (Karte) | Aufsiedlerhof |              |      |
| 1880 | Ausbau 7 (Karte) | Aufsiedlerhof |              |      |

### Karcheez
| ID   | Lage                   | Bezeichnung                                               | Beschreibung | Bild              |
| ---- | ---------------------- | --------------------------------------------------------- | --- | ----------------- |
| 1901 | Friedhof (Karte)       | Grabmal: Kurt Wilhelm Brunckhorst (1885) auf dem Friedhof | |                   |
| 1902 | Werderstraße 2 (Karte) | Gutshaus und Park                                         | 1-gesch., 11-achsiger sanierter Putzbau mit 2-gesch. Mittelrisalit und Walmdach, nach 1945 Gemeindebüro und Gaststätte | Gutshaus und Park |
| 1903 | Hauptstraße (Karte)    | Kirche                                                    | | Kirche            |

### Langensee
| ID   | Lage                         | Bezeichnung       | Beschreibung                                                                                     | Bild |
| ---- | ---------------------------- | ----------------- | ------------------------------------------------------------------------------------------------ | ---- |
| 2110 | Langenseer Straße 12 (Karte) | Gutshaus mit Park | 1-gesch. Putzbau von 1798 mit 2-gesch. Zwerchgiebel und Satteldach; heute (2015) Ferienwohnhaus. |      |

### Mühlengeez
| ID   | Lage                 | Bezeichnung | Beschreibung | Bild |
| ---- | -------------------- | ----------- | ------------ | ---- |
| 2162 | Eichenweg 11 (Karte) | Bauernhaus  |              |      |

### Parum
| ID   | Lage                 | Bezeichnung                                                      | Beschreibung | Bild                   |
| ---- | -------------------- | ---------------------------------------------------------------- | ------------ | ---------------------- |
| 2181 | Kirchweg 1 (Karte)   | Einfriedung                                                      |              |                        |
| 2182 | Kirchweg 1 (Karte)   | Kirche und Glockenturm                                           |              | Kirche und Glockenturm |
| 2183 | Kirchweg 4 (Karte)   | Hof Dethloff, Durchgangsdielenhaus, Stallgebäude und Ziehbrunnen |              |                        |
| 2184 | Kirchweg 1           | Grabkreuz aus Metall mit fehlender Namensplatte                  |              |                        |
| 2185 | Kirchweg 6/8 (Karte) | Pfarrhaus, Wirtschaftsgebäude und Pfarrgarten                    |              |                        |
| 2186 | Kirchweg 3 (Karte)   | Schul- und Küsterhaus                                            |              |                        |

### Tieplitz
| ID   | Lage                   | Bezeichnung                      | Beschreibung                                                                      | Bild |
| ---- | ---------------------- | -------------------------------- | --------------------------------------------------------------------------------- | ---- |
| 2276 | Am Dorfteich 6 (Karte) | Wohnhaus (ehem. Inspektorenhaus) | Sanierter, 1-gesch. Putzbau von 1793 mit 3-gesch. Turm und 2-gesch. Mittelrisalit |      |

## Ehemalige Denkmale

### Boldebuck
| ID | Lage                    | Bezeichnung   | Beschreibung | Bild |
| -- | ----------------------- | ------------- | ------------ | ---- |
|    | Seebergstraße 4 (Karte) | Fachwerkstall |              |      |

### Hägerfelde
| ID | Lage          | Bezeichnung  | Beschreibung | Bild |
| -- | ------------- | ------------ | ------------ | ---- |
|    | Dorfstraße 28 | Vorratshaus  |              |      |
|    | Dorfstraße 6  | Schmiede     |              |      |
|    | Dorfstraße    | Strohscheune |              |      |

### Mühlengeez
| ID | Lage          | Bezeichnung | Beschreibung | Bild |
| -- | ------------- | ----------- | ------------ | ---- |
|    | Mühlengeez 13 | Wohnhaus    |              |      |

### Prüzen-Hof
| ID | Lage | Bezeichnung | Beschreibung | Bild     |
| -- | ---- | ----------- | ------------ | -------- |
|    |      | Speicher    |              | Speicher |

## Quelle
Denkmalliste des Landkreises Rostock A ‐ Z (Stand: 10. Februar 2021; PDF, 497 KB)
- Karte mit allen Koordinaten:
- OSM |
- WikiMap